# Epidendrum apaganoides
Epidendrum apaganoides (resembles E. apaganum) là một loài lan trong chi Epidendrum.